# Mele (Berg)
Der Mele ist ein 2658 m ü. A. hoher Berggipfel der Lasörlinggruppe an der Grenze zwischen den Gemeinden Matrei in Osttirol und Hopfgarten in Defereggen in Osttirol, Österreich.

## Lage
Der Mele liegt innerhalb der Lasörlinggruppe im äußersten Ostbereich des Hauptkammes, wobei am Hauptkamm sowie im Bereich des Mele die Gemeindegrenze zwischen Matrei im Norden und Hopfgarten im Süden verläuft. Benachbarte Berge am Hauptkamm sind der Deferegger Riegel (2729 m ü. A.) im Westen und das Rote Kögele (2570 m ü. A.) im Osten, wobei zwischen Mele und dem Roten Kögele eine unbenannte Erhöhung (P. 2655 m ü. A.) liegt. An der steilen Südflanke des Mele entspringt der Hopfgartner Grabenbach, nördlich liegen Krumpsee, das Lackachseele und das Quellgebiet des Feglitzbach.

## Anstiegsmöglichkeiten
Der Normalweg auf den Wandergipfel erfolgt von Ratzell (Gemeinde Hopfgarten) über das Blößegg und die Glanzalm. Der weitere Aufstieg führt als Überschreitung über den Hauptkamm mit dem Roten Kögele zum Mele und gegebenenfalls weiter zum Deferegger Riegel.